# Československý pavilon na Světové výstavě 1967
Československý pavilon na Světové výstavě 1967 je budova, v níž probíhala prezentace Československa na této výstavě (EXPO '67) v kanadském Montréalu. Architektonická podoba objektu vzešla ze soutěže, jejímž vítězem se stal návrh Miroslava Řepy a Vladimíra Pýchy. V jednopatrovém pavilonu o půdorysných rozměrech 51 × 33 metrů se nacházely výstavní prostory, ve kterých se vedle jiných prezentovala věstonická venuše, originály deskových obrazů mistra Theodorika z karlštejnské kaple svatého Kříže, třebechovický betlém, experimentální sídliště Etarea, rituální židovské nástroje nebo díla vytvořená pomocí techniky polyvize a diapolyekranu. Vystavovaly se zde také výtvory ze skla, porcelánu, bižuterie, textilu či krajky. V závěru prohlídky mohli návštěvníci v expozici Kinoautomat zhlédnout první interaktivní filmový snímek na světě nazvaný Člověk a jeho dům. K občerstvení příchozích sloužily restaurace a snack bar.
Prezentace Československa vzbudila na výstavě mezi diváky zájem. Celkem jich dorazilo více než osm milionů, díky čemuž se pavilon stal pátým nejnavštěvovanějším na celé výstavě. Po celou dobu výstavy se okolo objektu tvořily fronty zájemců o prohlídku, v nichž lidé stáli obvykle tři hodiny, ale někdy se čekací doba protáhla i na dvojnásobek.
Objekt pavilonu chtělo po výstavě získat město Montréal, ale jejich nabídku českoslovenští zástupci odmítli. Obdobně reagovali i na zájem města Gander z kanadské provincie Newfoundland a Labrador. V září 1967 se však u tohoto newfoundlandského města zřítilo letadlo Iljušin Il-18 provozované Československými aeroliniemi. V reakci na angažování se místních lidí v pomoci obětem nehody změnili zástupci Československa jako výraz poděkování svůj názor a s přemístěním objektu souhlasili. V pavilonu se po přesunu nachází divadlo, knihovna a galerie.

## Historie
Světová výstava 1967 se konala od 27. dubna do 29. října 1967 na ostrovech Sainte Hélene, Notre Dame a poloostrově Cité du Havre na řece svatého Vavřince, a to u příležitosti stého výročí vyhlášení kanadské konfederace (1867). O československé účasti na výstavě rozhodla vláda na svém zasedání 30. října 1964, kdy navázala na usnesení Ústředního výboru Komunistické strany Československa (ÚV KSČ) ze dne 16. června 1964. Od pořadatelů pak republika dostala vymezený prostor na ostrově Notre-Dame o výměře 5043 metrů čtverečních. V sousedství pavilonu dostaly své prostory Itálie a Venezuela. Generálním komisařem československé účasti na výstavě se stal Miroslav Galuška.

### Příprava pavilonu
Na koncepci československého výstavního prostoru byla 7. listopadu 1964 vypsána veřejná anonymní soutěž. Vládní komise pro výstavnictví vybrala vhodné řešení navržené trojicí Václav Jasanský, Jan Novotný a Jaroslav Šmejkal na svém zasedání 4. března 1965. Již před tím, 1. února 1965, byla ovšem vypsána anonymní veřejná soutěž na architektonickou podobu pavilonu. Protože však v době jejího vypsání ještě neexistovala schválená koncepce, nemohla mít soutěž přesné zadání na podobu výstavních prostor. Zvolený postup, který znesnadňoval práci architektů, se nezamlouval Svazu architektů ČSSR. Přesto ale nedošlo k jeho změně. Do soutěže se přihlásilo 88 návrhů (podle jiných zdrojů dokonce 92), z nichž v květnu 1965 vítězně vzešlo dílo od architektů Miroslava Řepy a Vladimíra Pýchy.
Na tvorbě projektové dokumentace pracovali vítězové od června 1965. Na podzim téhož roku již brněnské Královopolské strojírny vyrobily části ocelové konstrukce, které byly posléze na 72 železničních vozech dopraveny do přístavního města Hamburk. Tady vyrobené části výstavního pavilonu dělníci přeložili na tři lodě pojmenované Transeuropa, Transamerica a Finnlader a ty je přeplavily do Kanady. Od října 1965 pak kanadská společnost Janin Construction Ltd. pavilon stavěla a dokončila ho během následujícího roku. Náklady na stavbu objektu se vyšplhaly na 2,5 milionu kanadských dolarů (CAD).

### Výstava
Za dobu konání výstavy zavítalo do československého pavilonu více než osm milionů návštěvníků, přičemž osmimiliontý dorazil týden před koncem Expa. Objekt se tak stal pátým nejnavštěvovanějším na celé výstavě. Dne 15. května 1967 navštívil pavilon rakouský prezident Franz Jonas a pochvalně jej hodnotil. Následující den (16. května), kdy se konal Československý národní den, navštívil výstavu i československý prezident Antonín Novotný, jenž na závěr prohlídky pavilonu odevzdal kanadským zástupcům jeden z exponátů výstavy, a sice tapiserii Javor a lípa od Juraje Kréna, která po skončení výstavy obohatila sbírky Kanadské národní galerie v Ottawě. Na Československý národní den dorazilo do pavilonu navzdory chladnému a větrnému počasí, jež tehdy v Montréalu panovalo, 218 tisíc návštěvníků. Po celou dobu výstavy se okolo objektu tvořily fronty zájemců o prohlídku, v nichž lidé čekali obvykle tři hodiny. Výjimečně ovšem museli návštěvníci čekat i šest hodin.

### Po výstavě

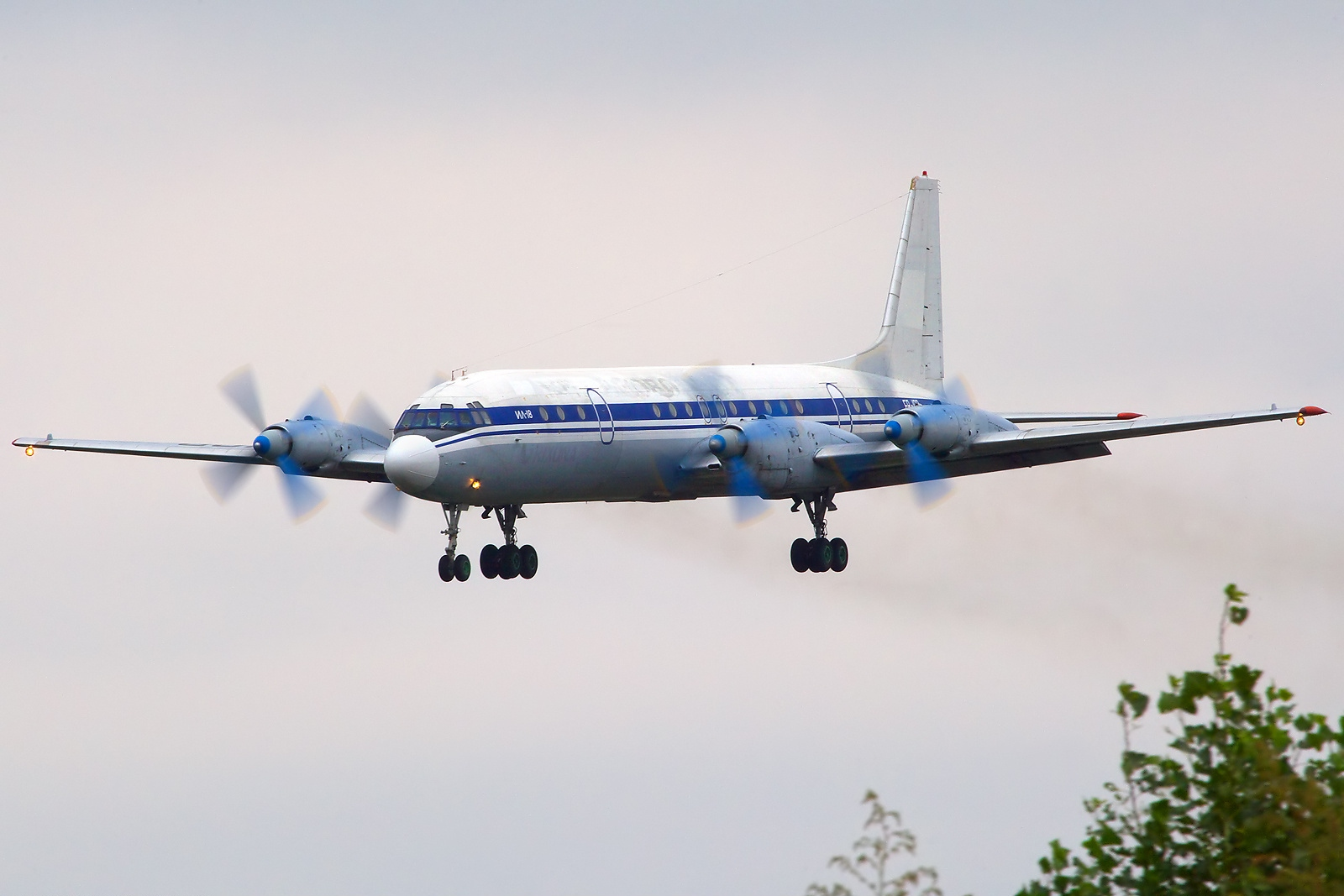
Letoun Iljušin Il-18 (letadlo stejného typu se zřítilo v Kanadě)

O pavilon mělo zájem město Montréal, jehož starosta Jean Drapeau chtěl stavbu odkoupit za symbolickou částku 1 CAD. Jeho nabídku ovšem zástupci Československa odmítli. Mezi další zájemce patřili také představitelé kanadského města Gander na ostrově Newfoundland z provincie Newfoundland a Labrador. Ani tuto nabídku ale českoslovenští zástupci nepřijali. Dne 5. září 1967, tedy ještě během konání světové výstavy, došlo poblíž Ganderu k leteckému neštěstí, při němž se krátce po startu ve vzdálenosti 1200 metrů od konce dráhy zřítil let číslo 523 Československých aerolinií (ČSA) na trase Praha – Shannon (Irsko) – Gander – Havana (Kuba). Na palubě letounu Iljušin Il-18 imatrikulační značky OK-WAI se v době nehody nacházelo 61 cestujících a osm členů posádky. Přímo při neštěstí zahynulo 33 cestujících a polovina posádky. Další čtyři osoby pak svým zraněním podlehly v nemocnicích v Ganderu, Halifaxu a Montréalu. Jako výraz poděkování místním občanům, kteří se intenzivně angažovali v záchranných pracích a v dobrovolném dárcovství krve, přehodnotili českoslovenští zástupci své původní zamítavé stanovisko a po konci světové výstavy se československý pavilon stěhoval do kanadského města Grand Falls-Windsor, jenž také patří do působiště kulturní instituce v Ganderu. Zde byl objekt rozdělen na dvě části, v nichž sídlí zdejší divadlo, knihovna a galerie.
Část restaurace, která byla také součástí výstavního pavilonu, po skončení výstavy dělníci rozebrali a přepravili zpět do Československa, kde ji v areálu někdejšího nuselského pivovaru v Praze opětovně postavili a zprovoznili.

## Objekt

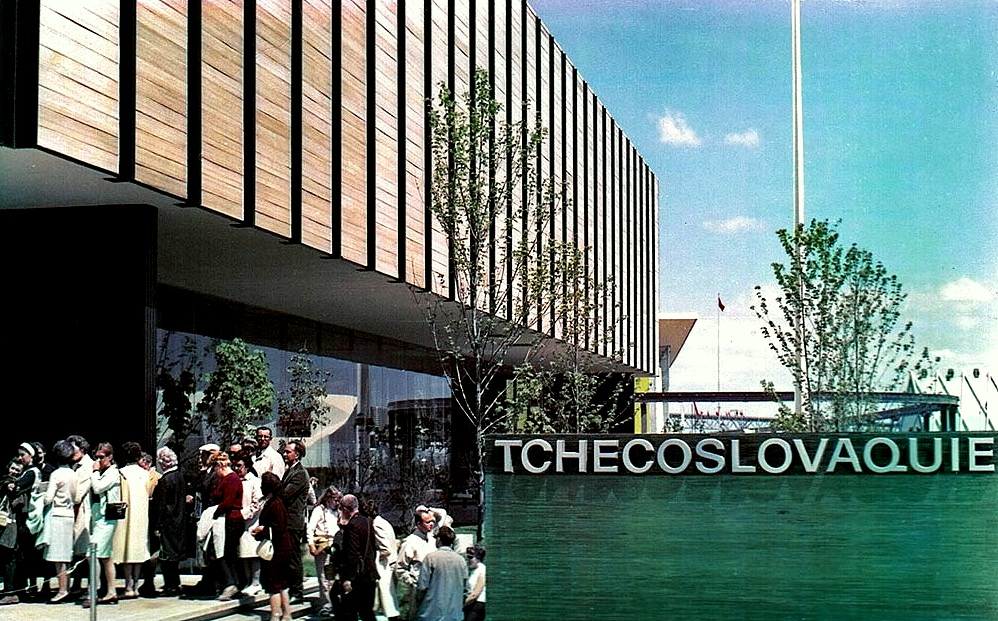
Detail vstupu do pavilonu

Zastavěná plocha činila 3000 metrů čtverečních, zbylou část pozemku představovaly sadové úpravy. Před výstavní budovou se nacházela nejen fontána v podobě 4,5 metrů vysoké plastiky od Bohumila Eliáše, ale také skleněná fontána navržená René Roubíčkem. Vstup do objektu byl umožněn jak od řeky svatého Vavřince, tak také z jedné z hlavních návštěvnických cest na výstavišti pojmenované Smetanova třída na počest českého hudebního skladatele Bedřicha Smetany. Pavilon se dočkal kladných hodnocení. Mezi jinými například v referátu o výstavě otištěném na stránkách deníku New York Times.

### Exteriér
Konstrukce jednopatrové výstavní budovy mající půdorysné rozměry 51 × 33 metrů držela na čtyřech pilířích úhelníkového tvaru instalovaných v rozích objektu. Přízemí bylo prosklené okny bez rámů, naopak v patře se žádná okna nenacházela. Zvenčí bylo patro obloženo hurdiskami, které pokrývala specifická glazura světle béžové barvy. Jednotlivé pásy od sebe dělily svislé zářezy. Uvnitř objektu se nacházelo excentricky umístěné atrium, díky němuž mohla zeleň z okolí objektu proniknout až dovnitř.
V sousedství pavilonu stála budova, v níž se nacházely restaurace a snack bar. S výstavními prostory byl objekt spojen přízemní vstupní halou, na jejíž střeše se nacházela terasa s keramickými figurami vytvořenými manželi Jindřiškou a Pravoslavem Radovými.

### Expozice

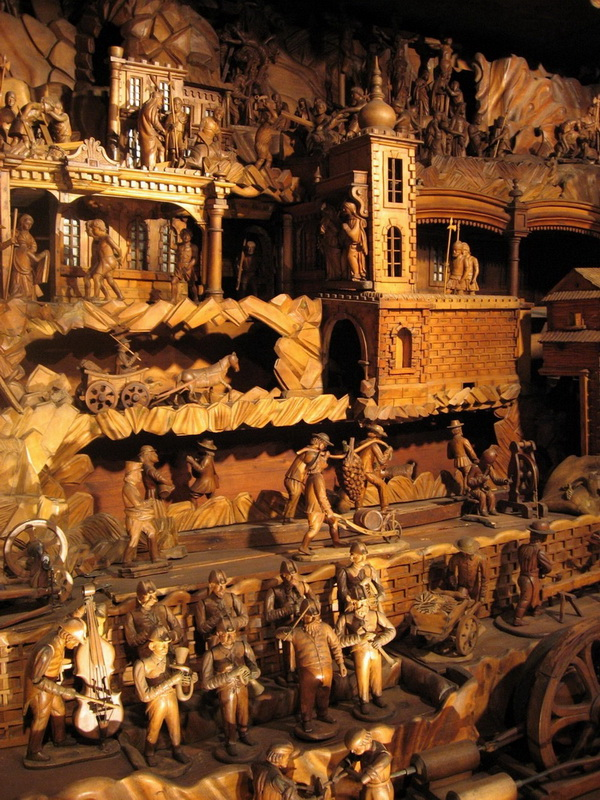
Návštěvníci mohli zhlédnout Třebechovický betlém

Na návrzích interiérů pavilonu pracoval autorský kolektiv ve složení František Cubr, Josef Hrubý a Zdeněk Pokorný, kteří využívali svých zkušeností nabytých při přípravách předchozí Světové výstavy v roce 1958 (Brusel). Hned za vstupem do výstavního objektu se nacházel prostor pojmenovaný „Síň století“, ve kterém se prezentovala věstonická venuše, kopie Svatováclavské koruny z českých korunovačních klenotů či originály maleb mistra Theodorika z kaple svatého Kříže z hradu Karlštejn nebo gotické Madony a tolar pocházející z Jáchymova. Nacházela se zde také vitráž vytvořená Stanislavem Libenským a Jaroslavou Brychtovou. Následně expozice pokračovala prostorem nazvaným „Tradice“, kde se vystavovaly výtvory ze skla. Nacházely se zde jednotlivé vázy, vitráže či žardiniéry a další skleněné útvary, které posléze přešly v křišťálový les. Diváci v tomto prostoru mohli zhlédnout solitérní díla Stanislava Libenského, Jaroslavy Brychtové, fontánu Bohumila Eliáše, dále tvorbu Františka Tejmla, Milana Laluhy (vystavoval bílou sklomozaiku), Ladislava Olivy (prezentoval tavenou vitráž), Reného Roubíčka, Ľudovíta Fully a Vladimíra Kopeckého. Poté návštěvníci pokračovali prostorem pojmenovaným „Svět dětí“, v němž byl vystaven Třebechovický betlém a dílo Jiřího Trnky.
Následně se návštěvníci pomocí eskalátoru přemístili do druhého podlaží výstavního pavilonu, kde nejprve vstoupili do části nazvané „Symfonie“. V té scénograf Josef Svoboda prezentoval své audiovizuální výtvory polyvize a diapolyekran, kdy se efektu dosahovalo promítáním diapozitivů na 112 krychlí o rozměrech 6 krát 6 centimetrů, jež se vysunovaly a opětovně zasunovaly do plochy. Technikou diapolyekranu připravil Emil Radok představení umělecky popisující stvoření světa. Polyvize obsahovala 11 projektorů a 28 diaprojektorů a při prezentaci využívala polopropustných zrcadel. Vystavoval se tu také jediný produkt československého strojírenského průmyslu v celém pavilonu, a to bezvřetenový tkalcovský stav. Na tuto část navazoval další výstavní prostor pojmenovaný „Inspirace“, v němž návštěvníci viděli mozaiku Antonína Kybala, který pomocí krajek vytvořil krápníkovou jeskyni, na níž ukazoval, jakou měrou příroda inspiruje umělce v jejich tvorbě. Vedle Kybalova díla se tu nacházela bižuterie či gobelín od Jiřího Johna. Strop výstavního prostoru vyzdobil Albín Brunovský. Tematicky shodnou podobu měla také terasa mezi výstavní a restaurační částí pavilonu, na které se nacházely keramické plastiky Pravoslava Rady a kovový mobiliář Jiřího Nováka. Dále prohlídková trasa pokračovala prostorem vytvořeným opět Josefem Svobodou a pojmenovaným „Konflikty“, který upozorňoval na možné problémy technické civilizace. Nacházel se zde také model experimentálního sídliště Etarea vytvořeného architektem Gorazdem Čelechovským.
Odtud se návštěvníci opětovně přemístili do přízemí, kde na ně čekal poslední výstavní prostor pojmenovaný „Pozvání“, jenž diváky seznamoval s barokním slohem, který výrazně ovlivňuje vzhled českých a slovenských měst. Obsahoval stěnu s fotografiemi barokních staveb. Ve stěně se nacházel průchod lemovaný portálem vyvedeným ve stejném architektonickém slohu a v jeho blízkosti stála kopie sochy Matyáše Bernarda Brauna. Vystaveny tu byly také židovské obřadní předměty, na něž návštěvníky zvali i průvodci z izraelského výstavního pavilonu jako na expozici nejvzácnějšího židovského rituálního nářadí. U východu z československého objektu se nacházel vstup do kulturního sálu koncepčně navrženého Josefem Svobodou. Autorem interiéru sálu byl ale Ferdinand Milučký. Předváděl se tu program „Kinoautomat“, což bylo první filmové interaktivní zařízení na světě. Promítal se zde snímek Člověk a jeho dům, jenž vytvořil Radúz Činčera. Během filmu mohli diváci na šesti místech sami rozhodnout, jakým způsobem se bude jeho děj dále odvíjet. Vybírali si vždy ze dvou možností a hlasovali stiskem červeného nebo zeleného tlačítka. Hlavním protagonistou filmu i průvodcem promítání na světové výstavě byl herec Miroslav Horníček. V prostorách kina se konala i kulturní představení programu připraveného Radúzem Činčerou a pojmenovaném Pop Stars of Prague (v překladu Popové hvězdy z Prahy), během kterého vystupovali Karel Gott, Waldemar Matuška, Eva Pilarová nebo Jiří Suchý s Jiřím Šlitrem.

### Restaurační prostory

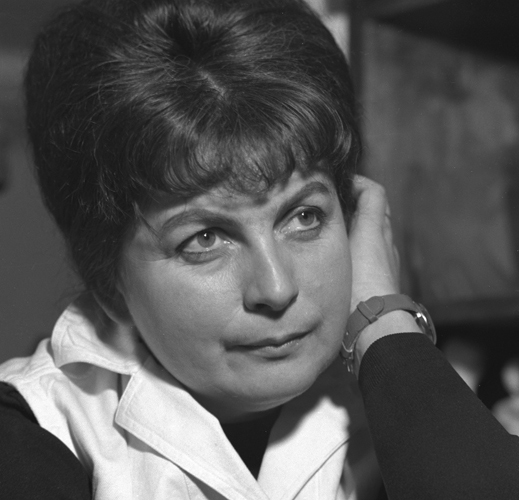
Na výzdobě restauračních prostor se podílela i Věra Janoušková

Restaurační prostory spolu tvořily sestavu nazvanou „Československá restaurace Praha“. V jejím čele stál Miroslav Hříbek, tehdejší ředitel pražského hotelu Alcron, který totožnou pozici zastával i na předchozí Světové výstavě v roce 1958 v Bruselu. Oproti belgické prezentaci se ale změnil šéfkuchař, když zesnulého Floriána Zimmermana nahradil Ladislav Koreček působíci v hotelu International. Kuchyně během výstavy připravila úhrnem 233 552 porcí jídel, za něž vydělala více než dva miliony kanadských dolarů (CAD). To představovalo na jednu židli tržbu ve výši 6380 dolarů, což byla v rámci výstavy nejvyšší hodnota, které se nejvíce přiblížila švýcarská restaurace, nicméně stravovací podniky Francie, Itálie nebo společný skandinávských zemí výrazně zaostávaly. Z bilanční zprávy československého ministerstva vnitřního obchodu vypracované za rok 1968 plyne, že na výstavu bylo z Československa dovezeno 1984 kilogramů jeleního masa, 3385 bažantů, 1600 kilogramů párků, v sudech 620 hektolitrů dvanáctistupňového plzeňského piva a dalších 128 228 lahví tohoto nápoje, rovněž tak 6045 lahví červeného vína Ludmila a 6426 lahví Frankovky. Některé ingredience jako třeba ryby, čerstvé ovoce, mléčné výrobky či káva se pořizovaly přímo v Kanadě. Ze surovin se připravovala například dršťková polévka s českými rohlíky, o níž měli zájem českoslovenští emigranti. Mezi vyhledávané speciality patřila rovněž jídla ze zvěřiny, a to především bažanti, u kterých mezi zákazníky ceněné suvenýry patřily v pokrmu nalezené broky.
V přízemí restauračního objektu se nacházel snack bar, jehož stěny zdobily tapety zachycující humorné kresby Bohumila Štěpána. Nabízel párky, klobásy, obložené chlebíčky či zákusky. Vedle baru byla Staropražská restaurace o kapacitě 192 míst. Dělila se do celkem sedmi nepravidelných hospůdek, v nichž naivní malba u každého ze stolů představovala jednu z pražských legend (například Strašidelného mnicha ze Strahova). Pokrmy zde hostům připravoval tým pod vedením Karla Půlpána, šéfkuchaře pražské restaurace Moskva. Podnik nabízel například „pražský kebab“ nebo telecí filé „Loreta“ s banány, šlehačkou, mandlemi a koňakem.
Restaurační prostory v patře navrhli Ferdinand Milučký spolu s Vojtechem Vilhanem. Nacházela se tu Zámecká restaurace o kapacitě 513 míst, jejíž součástí byly luxusní Křišťálový, Lovecký a Hráčský salónek. Vyzdobila je výtvarná díla Aloise Fišárka, Ladislava Guderny, Jana Hladíka, Věry Janouškové a Vladimíra Kompánka. Zámecká restaurace byla nejexkluzivnějším stravovacím podnikem v pavilónu a pokrmy zde chystal tým pod vedením šéfkuchaře Jiřího Petráka působícího jinak v hotelu Alcron. Navzdory vyšším cenám měli návštěvníci československého pavilonu o restauraci velký zájem a ta si mezi nimi mohla i vybírat. Mezi její hosty tak patřili například Laurence Olivier či Marlene Dietrichová, nizozemská královna Juliána, americký senátor Robert Kennedy nebo raketový konstruktér Wernher von Braun. Ke zdejším vyhledávaným pokrmům patřila zvěřina, třeba bažant s pomerančem a brusinkami či srnčí kýta na madeiře s ovocem. Podávala se též pražská šunka zapečená se žampióny a sýrem nebo dezert nazvaný „Meruňky Brno“ představující toto ovoce zapečené v krému s banány a flambované griotkou. Přes své vyšší ceny vytvořila Zámecká restaurace více než čtvrtinu tržeb stravovacích provozů československého pavilonu.
Dále se v patře objektu nacházela slovenská Bratislavská restaurace s ohništěm a grilem, do jejíchž prostor byl umístěn dřevěný reliéf od Vladimíra Kompánka. Jídla zde připravoval tým pod vedením Karla Havlíka z hotelu Bellevue ze slovenského Starého Smokovce. V nabídce měla především jídla studené kuchyně spolu s několika pokrmy připravenými na rožni nebo na roštu.

## Ostatní výstavní prostory
Mimo svůj národní pavilon se Československo na světové výstavě prezentovalo slovenskou Kolibou umístěnou v zábavním parku La Ronde, kde koncertovala cikánská cimbálovka Farkašovci zvoucí kolemjdoucí k návštěvě a posezení. Hosté mohli využít nabídky restauračního provozu zaměřeného na pokrmy připravované na otevřeném ohni. V jeho čele stál šéfkuchař Viliam Koprda z bratislavského hotelu Carlton. Mezi návštěvníky se objevila například britská princezna Margaret nebo předseda dolní komory kanadského parlamentu. K vyhlášeným specialitám patřila živáňská pečeně složená ze tří druhů mas, kterou kuchaři chystali na jehle nad ohněm.
Ve stejném parku stálo také divadlo pro 600 osob, ve kterém Laterna magika až patnáctkrát denně uváděla představení Revue z bedny, jež občas vystřídaly scénky v podání Černého divadla. Vystupoval tu také komik Jaroslav Štercl.
Součástí výstavy byl mezinárodní pavilon „Člověk ve společnosti“. Pro něj Jiří Trnka připravil tři loutkové scény, ve kterých rozvíjel tezi, že by vynálezy vznikaly vlivem lidské lenosti. Mezi padesát skulptur pro expozici Sochařství 20. století zvolili pořadatelé dřevěné čtyřmetrové dílo Vladimíra Preclíka nazvané „Strom života“. Pro další tematický pavilon „Člověk výrobce“ vystavili českoslovenští výrobci dva své obráběcí stroje.

## Odraz vkultuře
Pro Krátký film Praha natočil o československém pavilonu režisér Rudolf Krejčík podle svého vlastního scénáře jedenatřicetiminutový dokumentární film pojmenovaný Československý pavilon. Komentářem snímek doprovodili herec Miroslav Horníček a hlasatel Richard Honzovič.